# موجة متضائلة

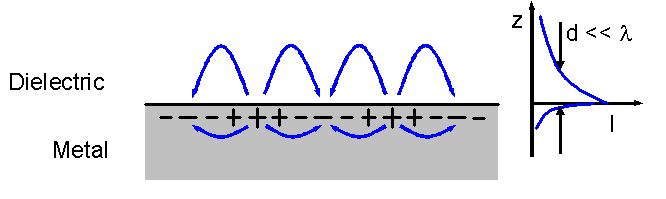
التمثيل التخطيطي للموجات المتضائلة التي تنتقل على طول واجهة معدنية عازلة. وتسمى تذبذبات كثافة الشحنة، عندما ترتبط مع المجالات الكهرومغناطيسية، بموجات البلازمة المتقاطبة السطحية. ويظهر الارتباط الأُسي لكثافة المجال الكهرومغناطيسي على مسافة بعيدة من الواجهة على اليمين. يمكن إثارة هذه الموجات بفاعلية كبيرة مع الضوء في المدى المرئي من الطيف الكهرومغناطيسي.

الموجة المتضائلة هي الموجة الراكدة ذات المجال القريب مع شدة تُظهر التحلل الأسي مع تباين من الحدود التي تُشكل الموجة. فالموجات المتضائلة هي خاصية عامة لتوازن الموجة ويمكن أن تحدث من حيث المبدأ في أي سياق ينطبق عليه توازن الموجة. وتتشكل على الحدود بين وسيلتين لهما حركة موجية مختلفة وتكون أكثر كثافة داخل ثلث الطول الموجي من سطح التشكيل. وعلى وجه الخصوص، يمكن أن تحدث الموجات المتضائلة في سياقات البصريات وغيرها من أشكال الإشعاع الكهرومغناطيسي والصوتيات وميكانيكا الكم وموجات الأوتار. “.

## تطبيقات الموجة المتضائلة
في علم البصريات وعلم الصوتيات يتم تشكيل الموجات المتضائلة عندما تنتقل الموجات في وسط يتحمل الانعكاس التام على حدودها وذلك لأنها تنطلق بزاوية أكبر مما يسمى بـ الزاوية الحرجة. ومن ثم يكون التفسير المادي لوجود الموجة المتضائلة هو أن المجالات الكهربائية والمغناطيسية (أو درجات انحدار الضغط، في حالة الموجات الصوتية) لا يمكن أن تكون متقطعة على الحدود مثلما هو الحال إذا لم يكن هناك مجال للموجة المتضائلة. وفي ميكانيكا الكم، يكون التفسير المادي هو المشابهة الدقيقة - لـ الدالة الموجية لشرودنغر Schrödinger التي تُمثل حركة الجسيمات العادية على الحدود والتي لا يمكن أن تكون متقطعة على الحدود.
واستخدمت الموجات المتضائلة الكهرومغناطيسية لممارسة ضغط الإشعاع البصري على الجسيمات الصغيرة لاعتراضها للتجريب أو التبريد لدرجات حرارة منخفضة جدًا ولتوضيح الأشياء الصغيرة جدًا مثل الخلايا الحية لـ المجهرية (مثلما هو الحال في مجهر مؤلف الانعكاس التام). ويمكن استخدام الموجة المتضائلة من الألياف البصرية في جهاز استشعار الغاز، حيث تتشكل الموجات المتضائلة في تقنية مطيافية الأشعة تحت الحمراء المعروفة بـ الانعكاس التام المخفف.
بينما وجدت الموجات المتضائلة في الهندسة الكهربائية، في منطقة المجال القريب داخل ثلث الطول الموجي لأي هوائي. وأثناء التشغيل العادي، تُطلق المجالات الكهرومغناطيسية الهوائية في المنطقة المحيطة بالمجال القريب ويتم امتصاص جزء من طاقة المجال على الرغم من الإشعاع المتبقي مثل الموجات الكهرومغناطيسية.
وفي الآونة الأخيرة، نشأ الجرافين المعتمد على مقضب براج Bragg (البلورات الضوئية أحادية البعد) وأظهر كفاءته لإثارة سطح الموجات الكهرومغناطيسية في التركيب الدوري المستخدم لتقنية المنشور الثنائي.
وفي ميكانيكا الكم، أدت حلول الموجة المتضائلة لـ معادلة شرودنغر إلى ظاهرة نفق ميكانيكا الكم.
بينما يمكن في المجهرية، استخدام الأنظمة التي تلتقط المعلومات المتضمنة في الموجات المتضائلة لإنشاء صور الانحلال العظمى. ويعمل هذا الأمر على تشعب الموجات المنتشرة والموجات الكهرومغناطيسية. حيث تلتقط الأنظمة البصرية التقليدية المعلومات فقط في الموجات المنتشرة ثم تخضع لـتحديد انكسار الأشعة. وتلتقط الأنظمة المعلومات المتضمنة في الموجات المتضائلة، مثل العدسات الفائقة والمجهرية البصرية للفحص الدقيق للمجال القريب، التي يمكنها التغلب على تحديد انكسار الاشعة؛ على الرغم من أن هذه الأنظمة محدودة من خلال قدرة النظام على الالتقاط الدقيق للموجات المتضائلة. ويُقدم هذا التقيد على إصرارهم من خلال
{\displaystyle k\propto {\frac {1}{d}}\ln {\frac {1}{\delta }}},
فـ "k" هي الحد الأقصى لـ المتجه الموجي التي يمكن تصميمها و"d" هي المسافة بين الهدف وجهاز الاستشعار و"delta " هي مقياس النوعية لجهاز الاستشعار.
وبصورة عامة، يمكن تصنيف التطبيقات العملية للموجات المتضائلة على النحو التالي:
1. تلك التي تستخدم الطاقة المرتبطة مع الموجة لإثارة بعض الظواهر الأخرى داخل منطقة الفضاء حيث أصبحت الموجة الأصلية المتنقلة ضئيلة (على سبيل المثال، مثلما هو الحال في مجهر مؤلف الانعكاس التام).
2. هي تلك الموجة المتضائلة التي تسمح بالارتباط بوسيلتين للموجات المتنقلة ومن هنا تسمح بنقل الطاقة أو الجسيمات بين الوسائل (بناءً على استخدام المعادلة الموجية)، ورغم ذلك لم يُسمح بأي حلول لنقل الموجة في منطقة الفضاء بين الوسيلتين. ويطلق على هذا المثال اسم نفق ميكانيكا الكم، وتُعرف بصفة عامة باسم ارتباط الموجة المتضائلة.

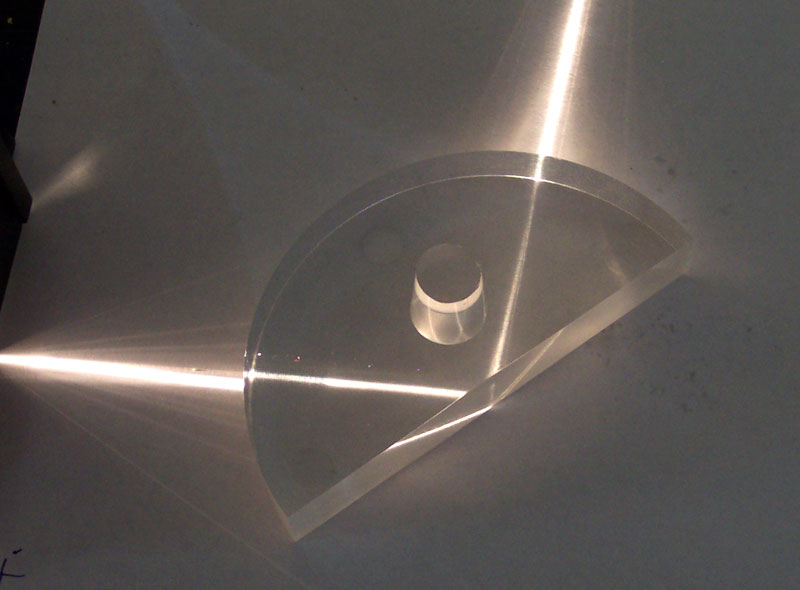
الانعكاس التام

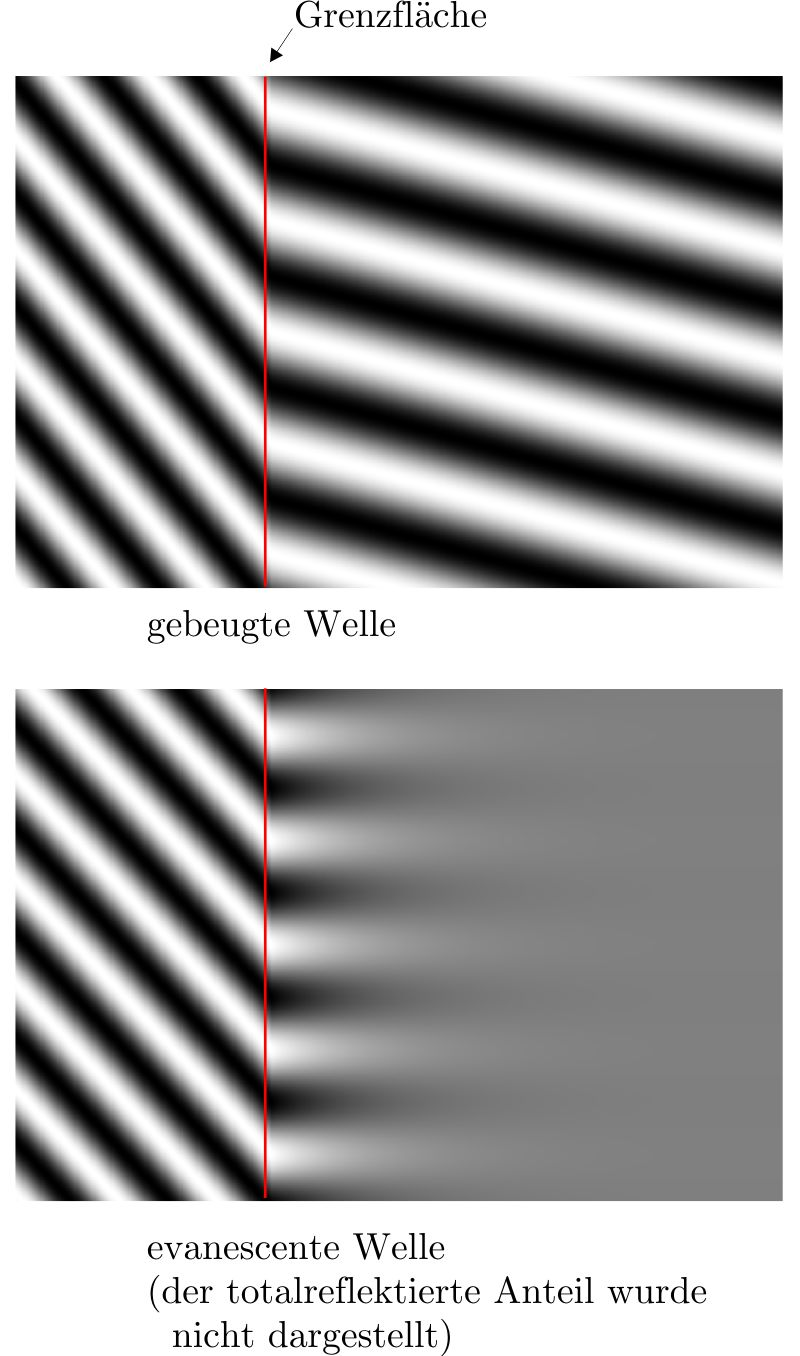
من أعلى إلى أسفل: تمثل الموجة العرضية المنكسرة والموجة المتضائلة على السطح.